# Мультиметод
Мультиме́тод (англ. multimethod) или мно́жественная диспетчериза́ция (англ. multiple dispatch) — механизм в языках программирования, позволяющий выбрать одну из нескольких функций в зависимости от динамических типов или значений аргументов (например, перегрузка методов в некоторых языках программирования). Представляет собой расширение одиночной диспетчеризации (виртуальных функций), где выбор метода осуществляется динамически на основе фактического типа объекта, для которого этот метод был вызван. Множественная диспетчеризация обобщает динамическую диспетчеризацию для случаев с двумя или более объектами.
В явном виде мультиметоды поддерживаются «объектной системой Common Lisp’а» (CLOS).

## Основы диспетчеризации
Разработчики программ, как правило, группируют исходный код в именованные блоки, называемые вызовами, процедурами, подпрограммами, функциями или методами. Код функции выполняется путём её вызова, который заключается в выполнении фрагмента кода, обозначенного её именем. При этом управление временно передаётся вызываемой функции; когда выполнение этой функции завершается, управление обычно передаётся обратно команде, следующей после вызова функции.
Имена функций обычно выбираются так, чтобы описывать их назначение. Иногда нужно назвать несколько функций одним и тем же именем — как правило из-за того, что они выполняют концептуально схожие задачи, но работают с разными типами входных данных. В таких случаях одного имени функции в месте её вызова недостаточно для определения вызываемого блока кода. В дополнение к имени в этом случае для выбора конкретной реализации функции также используются количество и тип аргументов вызываемой функции.
В более традиционных объектно-ориентированных языках программирования с одиночной диспетчеризацией при вызове метода (отправке сообщения в Smalltalk, вызове функции-члена в C++), один из его аргументов рассматривается особым образом и используется для определения того, какой из (потенциально многих) методов с этим именем должен быть вызван. Во многих языках этот особый аргумент обозначается синтаксически, например, в ряде языков программирования специальный аргумент помещается перед точкой при вызове метода:
```
special.method (other, arguments, here) 
```

так что lion.sound() будет давать рев, а sparrow.sound() будет давать чириканье.
В отличие от них, в языках с множественной диспетчеризацией выбираемый метод — это просто тот метод, аргументы которого совпадают с числом и типом аргументов в вызове функции. Здесь нет особого аргумента, который «владеет» функцией или методом, на которые ссылается конкретный вызов.
Common Lisp Object System (CLOS) является одной из первых и хорошо известных реализаций множественной диспетчеризации.

## Типы данных
При работе с языками, в которых типы данных различаются во время компиляции, выбор среди доступных вариантов функций может происходить во время компиляции. Создание таких вариантов альтернативных функций для выбора во время компиляции обычно называют перегрузкой функций.
В языках программирования, которые определяют типы данных во время выполнения программы (позднее связывание), выбор среди вариантов функций должен происходить во время выполнения на основе динамически определяемых типов аргументов функций. Функции, альтернативные реализации которых выбираются таким образом, обычно называются мультиметодами.
Существуют некоторые затраты во время выполнения программы, связанные с динамической диспетчеризацией вызовов функций. В некоторых языках различие между перегрузкой функций и мультиметодами могут быть размыты, при этом компилятор определяет, может ли выбор вызываемой функции быть произведён во время компиляции, или потребуется более медленная диспетчеризация во время выполнения программы.

## Практическое использование
Для того чтобы оценить, насколько часто множественная диспетчеризация используется на практике, Мушевичи (Muschevici) с соавторами исследовал приложения, использующие динамическую диспетчеризацию. Они проанализировали девять приложений, в основном компиляторов, написанных на шести различных языках программирования: Common Lisp Object System, Dylan, Cecil, MultiJava, Diesel и Nice. Результаты показывают, что от 13 % до 32 % обобщенных функций используют динамическую типизацию одного аргумента, в то время как от 2,7 % до 6,5 % функций используют динамическую типизацию нескольких аргументов. Остальные 65 %-93 % обобщенных функций имеют один конкретный метод (перегружены), и, таким образом, не рассматривались как использующие динамическую типизацию своих аргументов. Кроме того, в исследовании сообщается, что от 2 % до 20 % обобщенных функций имели две, а 3 %-6 % имели три свои конкретные реализации. Доля функций с большим числом конкретных реализаций быстро уменьшалась.

## Теория
Теория языков с мультивызовами впервые была разработана Кастаньей (Castagna) с соавторами, путём определения модели для перегруженных функций с поздним связыванием. Это дало первую формализацию проблемы ковариантности и контравариантности объектно ориентированных языков программирования и решение проблемы бинарных методов.

## Пример
Для лучшего понимания разницы между мультиметодами и одиночной диспетчеризацией можно продемонстрировать следующий пример. Представим себе игру, в которой, наряду с разнообразными другими объектами, присутствуют астероиды и космические корабли. Когда два каких-либо объекта сталкиваются, программа должна выбрать какой-либо определенный алгоритм действий, в зависимости от того, что столкнулось с чем.

### Common Lisp
В языке с поддержкой мультиметодов, таком, как Common Lisp, код выглядел бы вот так:
```
(
defgeneric
 
collide
 
(
x
 
y
))

(
defmethod
 
collide
 
((
x
 
asteroid
)
 
(
y
 
asteroid
))

  
;;астероид сталкивается с астероидом

  
)

(
defmethod
 
collide
 
((
x
 
asteroid
)
 
(
y
 
spaceship
))

  
;;астероид сталкивается с космическим кораблем

  
)

(
defmethod
 
collide
 
((
x
 
spaceship
)
 
(
y
 
asteroid
))

  
;;космический корабль сталкивается с астероидом

  
)

(
defmethod
 
collide
 
((
x
 
spaceship
)
 
(
y
 
spaceship
))

  
;;космический корабль сталкивается с космическим кораблем

  
)

```

и аналогично для других методов. Явная проверка и «динамическое приведение типов» здесь не используются. 
При наличии множественной диспетчеризации традиционный подход к определению методов в классах и хранению их в объектах становится менее привлекательным, поскольку каждый метод collide-with относится к двум различным классам, а не к одному. Таким образом, специальный синтаксис для вызова метода, в общем случае, исчезает, так что вызов метода выглядит точно также, как вызов обычной функции, и методы группируются не по классам, а в обобщенных функциях.

### Raku
В Raku, как и в предыдущих его версиях, используются проверенные идеи из других языков и системы типов, предлагающие убедительные преимущества в анализе кода со стороны компилятора и мощной семантике путём множественной диспетчеризации.
В нём есть как мультиметоды, так и мультиподпрограммы. Так как большинство операторов являются подпрограммами, есть также операторы с множественной диспетчеризацией.
Наряду с обычными ограничениями типов в нём есть также ограничения типа «где», что позволяет создавать очень специализированные подпрограммы.
```
subset
 
Mass
 
of
 
Real
 
where
 
0
 ^..^ 
Inf
; 

role
 
Stellar-Object
 {
  
has
 
Mass
 
$.mass
 
is
 
required
;
  
method
 
name
 () 
returns
 
Str
 {...};
}

class
 
Asteroid
 
does
 
Stellar-Object
 {
  
method
 
name
 () { 
'an asteroid'
 }
}

class
 
Spaceship
 
does
 
Stellar-Object
 {
  
has
 
Str
 
$.name
 = 
'some unnamed spaceship'
;
}

my
 
Str
 
@destroyed
 = < 
obliterated
 
destroyed
 
mangled
 >;

my
 
Str
 
@damaged
 = « 
damaged
 
'collided with'
 
'was damaged by'
 »;

# We add multi candidates to the numeric comparison operators because we are comparing them numerically,

# but doesn't make sense to have the objects coerce to a Numeric type.

# ( If they did coerce we wouldn't necessarily need to add these operators. )

# We could have also defined entirely new operators this same way.

multi
 
sub
 
infix:
« <=> » ( 
Stellar-Object:D
 
$a
, 
Stellar-Object:D
 
$b
 ) { 
$a
.
mass
 <=> 
$b
.
mass
 }

multi
 
sub
 
infix:
« <   » ( 
Stellar-Object:D
 
$a
, 
Stellar-Object:D
 
$b
 ) { 
$a
.
mass
 <   
$b
.
mass
 }

multi
 
sub
 
infix:
«   > » ( 
Stellar-Object:D
 
$a
, 
Stellar-Object:D
 
$b
 ) { 
$a
.
mass
   > 
$b
.
mass
 }

multi
 
sub
 
infix:
«  == » ( 
Stellar-Object:D
 
$a
, 
Stellar-Object:D
 
$b
 ) { 
$a
.
mass
  == 
$b
.
mass
 }

# Define a new multi dispatcher, and add some type constraints to the parameters.

# If we didn't define it we would have gotten a generic one that didn't have constraints.

proto
 
sub
 
collide
 ( 
Stellar-Object:D
 $, 
Stellar-Object:D
 $ ) {*}

# No need to repeat the types here since they are the same as the prototype.

# The 'where' constraint technically only applies to $b not the whole signature.

# Note that the 'where' constraint uses the `<` operator candidate we added earlier.

multi
 
sub
 
collide
 ( 
$a
, 
$b
 
where
 
$a
 < 
$b
 ) {
  
say
 
"$a.name() was @destroyed.pick() by $b.name()"
;
}

multi
 
sub
 
collide
 ( 
$a
, 
$b
 
where
 
$a
 > 
$b
 ) {
  
# redispatch to the previous candidate with the arguments swapped

  
samewith
 
$b
, 
$a
;
}

# This has to be after the first two because the other ones

# have 'where' constraints, which get checked in the

# order the subs were written. ( This one would always match. )

multi
 
sub
 
collide
 ( 
$a
, 
$b
 ){
  
# randomize the order

  
my
 (
$n1
,
$n2
) = ( 
$a
.
name
, 
$b
.
name
 ).
pick
(*);
  
say
 
"$n1 @damaged.pick() $n2"
;
}

# The following two candidates can be anywhere after the proto,

# because they have more specialized types than the preceding three.

# If the ships have unequal mass one of the first two candidates gets called instead.

multi
 
sub
 
collide
 ( 
Spaceship
 
$a
, 
Spaceship
 
$b
 
where
 
$a
 == 
$b
 ){
  
my
 (
$n1
,
$n2
) = ( 
$a
.
name
, 
$b
.
name
 ).
pick
(*);
  
say
 
"$n1 collided with $n2, and both ships were "
,
  ( 
@destroyed
.
pick
, 
'left damaged'
 ).
pick
;
}

# You can unpack the attributes into variables within the signature.

# You could even have a constraint on them `(:mass($a) where 10)`.

multi
 
sub
 
collide
 ( 
Asteroid
 $ (:
mass
(
$a
)), 
Asteroid
 $ (:
mass
(
$b
)) ){
  
say
 
"two asteroids collided and combined into one larger asteroid of mass { $a + $b }"
;
}

my
 
Spaceship
 
$Enterprise
 .= 
new
(:
mass
(
1
),:
name
(
'The Enterprise'
));

collide
 
Asteroid
.
new
(:
mass
(
.1
)), 
$Enterprise
;

collide
 
$Enterprise
, 
Spaceship
.
new
(:
mass
(
.1
));

collide
 
$Enterprise
, 
Asteroid
.
new
(:
mass
(
1
));

collide
 
$Enterprise
, 
Spaceship
.
new
(:
mass
(
1
));

collide
 
Asteroid
.
new
(:
mass
(
10
)), 
Asteroid
.
new
(:
mass
(
5
));

```

### Python
В языках, которые не поддерживают множественную диспетчеризацию на уровне синтаксиса, таких как Python, как правило, возможно использовать множественную диспетчеризацию с помощью библиотек расширений. Например, модуль multimethods.py реализует мультиметоды в духе CLOS в Python без изменения синтаксиса или ключевых слов языка.
```
from
 
multimethods
 
import
 
Dispatch

from
 
game_objects
 
import
 
Asteroid
,
 
Spaceship

from
 
game_behaviors
 
import
 
ASFunc
,
 
SSFunc
,
 
SAFunc

collide
 
=
 
Dispatch
()

collide
.
add_rule
((
Asteroid
,
  
Spaceship
),
 
ASFunc
)

collide
.
add_rule
((
Spaceship
,
 
Spaceship
),
 
SSFunc
)

collide
.
add_rule
((
Spaceship
,
  
Asteroid
),
 
SAFunc
)

def
 
AAFunc
(
a
,
 
b
):

    
"""Behavior when asteroid hits asteroid"""

    
# ...define new behavior...

collide
.
add_rule
((
Asteroid
,
 
Asteroid
),
 
AAFunc
)

```

```
# ...later...

collide
(
thing1
,
 
thing2
)

```

Функционально это очень похоже на пример с CLOS, но синтаксис соответствует стандартному синтаксису Python.
Путём использования декораторов Python 2.4, Гвидо ван Россум написал пример реализации мультиметодов с упрощенным синтаксисом:
```
@multimethod
(
Asteroid
,
 
Asteroid
)

def
 
collide
(
a
,
 
b
):

    
"""Behavior when asteroid hits asteroid"""

    
# ...define new behavior...

@multimethod
(
Asteroid
,
 
Spaceship
)

def
 
collide
(
a
,
 
b
):

    
"""Behavior when asteroid hits spaceship"""

    
# ...define new behavior...

# ... define other multimethod rules ...

```

и далее определяется мультиметод декоратора.
Пакет PEAK-Rules реализует множественную диспетчеризацию с синтаксисом, подобным приведенному выше примеру.

## Эмуляция множественной диспетчеризации

### Java
В языках, имеющих только одиночную диспетчеризацию, таких как Java, этот код будет выглядеть следующим образом (однако шаблон посетителя может помочь решить эту задачу):
```
 
/* Example using run time type comparison via Java's "instanceof" operator */

 
interface
 
Collideable
 
{

     
/* Making this a class would not change the demonstration. */

     
void
 
collideWith
(
Collideable
 
other
);

 
}

 
class
 
Asteroid
 
implements
 
Collideable
 
{

     
public
 
void
 
collideWith
(
Collideable
 
other
)
 
{

         
if
 
(
other
 
instanceof
 
Asteroid
)
 
{

             
// Handle Asteroid-Asteroid collision.

         
}

         
else
 
if
 
(
other
 
instanceof
 
Spaceship
)
 
{

             
// Handle Asteroid-Spaceship collision.

         
}

     
}

 
}

 
class
 
Spaceship
 
implements
 
Collideable
 
{

     
public
 
void
 
collideWith
(
Collideable
 
other
)
 
{

         
if
 
(
other
 
instanceof
 
Asteroid
)
 
{

             
// Handle Spaceship-Asteroid collision.

         
}

         
else
 
if
 
(
other
 
instanceof
 
Spaceship
)
 
{

             
// Handle Spaceship-Spaceship collision.

         
}

     
}

 
}

```

### C
C не имеет динамической диспетчеризации, поэтому она должна быть реализована вручную в той или иной форме. Часто используется перечисление для идентификации подтипа объекта. Динамическая диспетчеризация может быть реализована путем поиска этого значения в таблице ветвлений указателей на функции. Вот простой пример, в C:
```
typedef
 
void
 
(
*
CollisionCase
)();

void
 
collision_AA
()
 
{
 
/* обработка столкновения Астероид-Астероид */
   
};

void
 
collision_AS
()
 
{
 
/* обработка столкновения Астероид-Корабль */
  
};

void
 
collision_SA
()
 
{
 
/* обработка столкновения Корабль-Астероид */
  
};

void
 
collision_SS
()
 
{
 
/* обработка столкновения Корабль-Корабль */
 
};

typedef
 
enum
 
{

    
asteroid
 
=
 
0
,

    
spaceship
,

    
num_thing_types
 
/* не является типом объекта, используется для нахождения количества объектов */

}
 
Thing
;

CollisionCase
 
collisionCases
[
num_thing_types
][
num_thing_types
]
 
=
 
{

    
{
&
collision_AA
,
 
&
collision_AS
},

    
{
&
collision_SA
,
 
&
collision_SS
}

};

void
 
collide
(
Thing
 
a
,
 
Thing
 
b
)
 
{

    
(
*
collisionCases
[
a
][
b
])();

}

int
 
main
()
 
{

    
collide
(
spaceship
,
 
asteroid
);

}

```

### C++
На 2015 год, C++ поддерживает только одиночную диспетчеризацию, хотя поддержка множественной диспетчеризации рассматривается. Методы обхода этого ограничения аналогичны: либо использование шаблона посетителя, либо динамического приведения типов:
```
 
// Example using run time type comparison via dynamic_cast

 
struct
 
Thing
 
{

     
virtual
 
void
 
collideWith
(
Thing
&
 
other
)
 
=
 
0
;

 
};

 
struct
 
Asteroid
 
:
 
Thing
 
{

     
void
 
collideWith
(
Thing
&
 
other
)
 
{

         
// dynamic_cast to a pointer type returns NULL if the cast fails

         
// (dynamic_cast to a reference type would throw an exception on failure)

         
if
 
(
Asteroid
*
 
asteroid
 
=
 
dynamic_cast
<
Asteroid
*>
(
&
other
))
 
{

             
// handle Asteroid-Asteroid collision

         
}
 
else
 
if
 
(
Spaceship
*
 
spaceship
 
=
 
dynamic_cast
<
Spaceship
*>
(
&
other
))
 
{

             
// handle Asteroid-Spaceship collision

         
}
 
else
 
{

             
// default collision handling here

         
}

     
}

 
};

 
struct
 
Spaceship
 
:
 
Thing
 
{

     
void
 
collideWith
(
Thing
&
 
other
)
 
{

         
if
 
(
Asteroid
*
 
asteroid
 
=
 
dynamic_cast
<
Asteroid
*>
(
&
other
))
 
{

             
// handle Spaceship-Asteroid collision

         
}
 
else
 
if
 
(
Spaceship
*
 
spaceship
 
=
 
dynamic_cast
<
Spaceship
*>
(
&
other
))
 
{

             
// handle Spaceship-Spaceship collision

         
}
 
else
 
{

             
// default collision handling here

         
}

     
}

 
};

```

либо таблицы поиска указателей на методы:
```
#include
 
<typeinfo>

#include
 
<unordered_map>

typedef
 
unsigned
 
uint4
;

typedef
 
unsigned
 
long
 
long
 
uint8
;

class
 
Thing
 
{

  
protected
:

    
Thing
(
const
 
uint4
 
cid
)
 
:
 
tid
(
cid
)
 
{}

    
const
 
uint4
 
tid
;
 
// type id

    
typedef
 
void
 
(
Thing
::*
CollisionHandler
)(
Thing
&
 
other
);

    
typedef
 
std
::
unordered_map
<
uint8
,
 
CollisionHandler
>
 
CollisionHandlerMap
;

    
static
 
void
 
addHandler
(
const
 
uint4
 
id1
,
 
const
 
uint4
 
id2
,
 
const
 
CollisionHandler
 
handler
)
 
{

        
collisionCases
.
insert
(
CollisionHandlerMap
::
value_type
(
key
(
id1
,
 
id2
),
 
handler
));

    
}

    
static
 
uint8
 
key
(
const
 
uint4
 
id1
,
 
const
 
uint4
 
id2
)
 
{

        
return
 
uint8
(
id1
)
 
<<
 
32
 
|
 
id2
;

    
}

    
static
 
CollisionHandlerMap
 
collisionCases
;

  
public
:

    
void
 
collideWith
(
Thing
&
 
other
)
 
{

        
CollisionHandlerMap
::
const_iterator
 
handler
 
=
 
collisionCases
.
find
(
key
(
tid
,
 
other
.
tid
));

        
if
 
(
handler
 
!=
 
collisionCases
.
end
())
 
{

            
(
this
->*
handler
->
second
)(
other
);
 
// pointer-to-method call

        
}
 
else
 
{

            
// default collision handling

        
}

    
}

};

class
 
Asteroid
:
 
public
 
Thing
 
{

    
void
 
asteroid_collision
(
Thing
&
 
other
)
   
{
 
/*handle Asteroid-Asteroid collision*/
 
}

    
void
 
spaceship_collision
(
Thing
&
 
other
)
  
{
 
/*handle Asteroid-Spaceship collision*/
}

  
public
:

    
Asteroid
()
:
 
Thing
(
cid
)
 
{}

    
static
 
void
 
initCases
();

    
static
 
const
 
uint4
 
cid
;

};

class
 
Spaceship
:
 
public
 
Thing
 
{

    
void
 
asteroid_collision
(
Thing
&
 
other
)
   
{
 
/*handle Spaceship-Asteroid collision*/
}

    
void
 
spaceship_collision
(
Thing
&
 
other
)
  
{
 
/*handle Spaceship-Spaceship collision*/
}

  
public
:

    
Spaceship
()
:
 
Thing
(
cid
)
 
{}

    
static
 
void
 
initCases
();

    
static
 
const
 
uint4
 
cid
;
 
// class id

};

Thing
::
CollisionHandlerMap
 
Thing
::
collisionCases
;

const
 
uint4
 
Asteroid
::
cid
  
=
 
typeid
(
Asteroid
).
hash_code
();

const
 
uint4
 
Spaceship
::
cid
 
=
 
typeid
(
Spaceship
).
hash_code
();

void
 
Asteroid::initCases
()
 
{

    
addHandler
(
cid
,
 
cid
,
 
(
CollisionHandler
)
 
&
Asteroid
::
asteroid_collision
);

    
addHandler
(
cid
,
 
Spaceship
::
cid
,
 
(
CollisionHandler
)
 
&
Asteroid
::
spaceship_collision
);

}

void
 
Spaceship::initCases
()
 
{

    
addHandler
(
cid
,
 
Asteroid
::
cid
,
 
(
CollisionHandler
)
 
&
Spaceship
::
asteroid_collision
);

    
addHandler
(
cid
,
 
cid
,
 
(
CollisionHandler
)
 
&
Spaceship
::
spaceship_collision
);

}

int
 
main
()
 
{

    
Asteroid
::
initCases
();

    
Spaceship
::
initCases
();

    
Asteroid
  
a1
,
 
a2
;

    
Spaceship
 
s1
,
 
s2
;

    
a1
.
collideWith
(
a2
);

    
a1
.
collideWith
(
s1
);

    
s1
.
collideWith
(
s2
);

    
s1
.
collideWith
(
a1
);

}

```

Библиотека yomm11 позволяет автоматизировать этот подход.
В своей книге «Дизайн и эволюция C++» (англ. The Design and Evolution of C++) Страуструп упоминает, что ему нравится концепция мультиметодов и что он рассматривал возможность их реализации в C++, но утверждает, что ему не удалось найти пример эффективной (в сравнении с виртуальными функциями) их реализации и решить некоторые возможные проблемы неоднозначности типов. Он далее утверждает, что, хотя было бы хорошо реализовать поддержку этой концепции, она может быть приближенно реализована двойной диспетчеризацией или таблицей поиска на основе типов, как описано в примере на C/C++ выше, поэтому эта задача имеет низкий приоритет при разработке будущих версий языка. 

## Реализация в языках программирования
- Common Lisp (посредством Common Lisp Object System)[12]
- Haskell, посредством мультипараметрических классов типов[13]
- Scala, также посредством мультипараметрических классов типов
- Elixir[14]
- Dylan[15]
- Nice[16]
- Cecil[17]
- R[18]
- Julia[19]
- Groovy[20]
- Lasso[21]
- Raku[22]
- Seed7[23]
- Clojure[24]
- C# 4.0[25]
- Fortress[26]
- TADS[27]
- Xtend[28]
- Nim[29]

Поддержка мультиметодов в других языках путём расширений:
- Scheme (посредством TinyCLOS)
- Python (посредством PEAK-Rules, RuleDispatch, gnosis.magic.multimethods, PyMultimethods, или multipledispatch)
- Perl (посредством модуля Class::Multimethods)
- Java (посредством расширения MultiJava)
- Ruby (посредством библиотеки The Multiple Dispatch Library, пакетов Multimethod и Vlx-Multimethods)
- .NET (посредством библиотекиy MultiMethods.NET)
- C# (посредством библиотеки multimethod-sharp)
- C++ (посредством библиотеки yomm11)
- Factor (в стандарте multi-methods vocabulary)

Мультипараметрические классы типов в Haskell и Scala также могут быть использованы для эмуляции мультиметодов.